# Torres 238 e 241 da Linha de Transmissão Tucuruí-Macapá-Manaus
As Torres 238 e 241 da Linha de Transmissão Tucuruí-Macapá-Manaus, também conhecidas como Torres do linhão de Tucuruí são duas gigantescas torres de transmissão de energia elétrica localizadas nas margens do Rio Amazonas na cidade de Almeirin, estado do Pará, Brasil. Ambas possuem aproximadamente 300 metros de altura com um vão de 2 km entre elas. São quase tão altas quanto a Torre Eiffel, em Paris, são consideradas mais altas torres de transmissão de energia das Américas. As torres fazem parte do sistema Interligação Tucuruí-Macapá-Manaus, que contem um total de 3.600 torres de transmissão, moldadas por engenheiros e projetistas, foram construídas para interligar os sistemas elétricos isolados da região norte ao sistema elétrico nacional, é a unica obra de engenharia a cruzar de fato o rio Amazonas. Trata-se da primeira ação do tipo no principal rio do País, o que significou ter de conviver com situações inusitadas e desconhecidas pelos profissionais da obra, como as dificuldades de acesso e a falta de infraestrutura, foram concluídas no inicio de 2013.  

## Construção

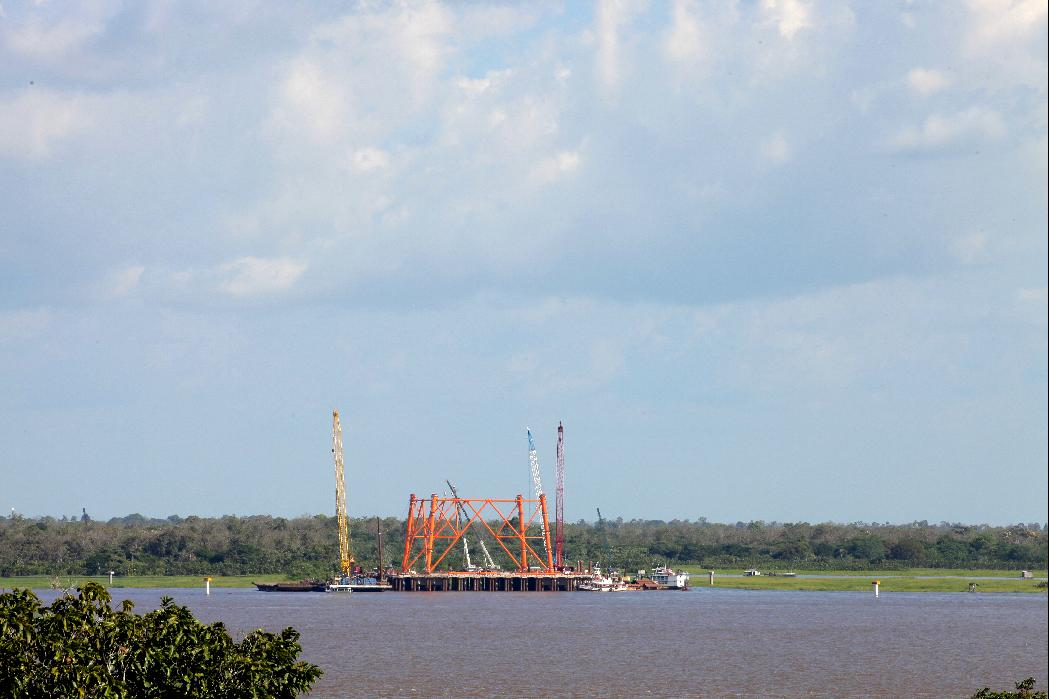
Torre 238 durante a construção em 2012

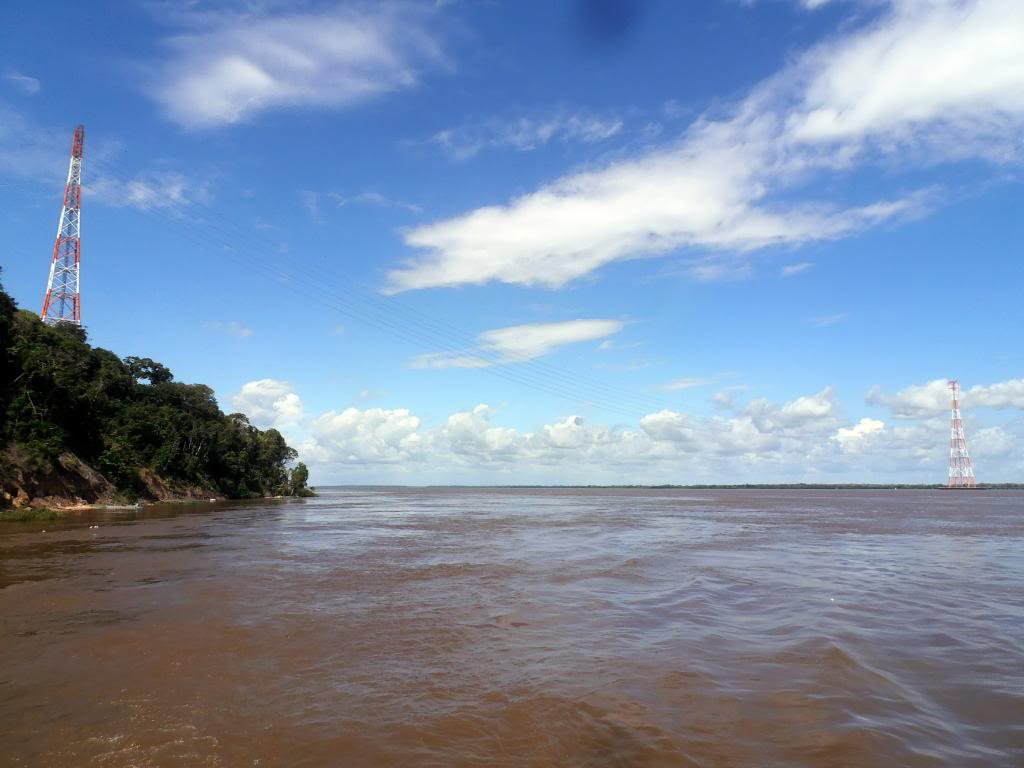
Torre 241 sobre o morro (a esquerda) e torre 238 (a direita) após serem concluidas

A empresa espanhola Isolux Corsán  que ganhou as concessões para os lotes A e B, ficou responsável pela obra que construiu as torres gigantes. Na construção das duas torres e das demais no trecho do projeto que a Isolux Corsán ficou responsável, exigiu a participação de mais de 4.000 funcionários que se alojaram em 14 acampamentos durante obra.
Segundo a multinacional espanhola, a expectativa inicial era obter a licença ambiental no prazo de um ano. Mas, por causa de toda complexidade do projeto e da região, só foi liberada em 32 meses A construção iniciou em novembro de 2011 e foi concluída no primeiro semestre de 2013,   
Se o processo ambiental foi complicado, a construção demandou ainda mais esforços. A maior dificuldade foi a logística da região. Os materiais de construção, máquinas e equipamentos (foram 186 veículos de médio e grande porte) partiram de várias partes do Brasil em caminhões até Belém (PA). Dali seguiam em balsas até as áreas mais próximas da construção, numa viagem que chegava a demorar até 30 dias, dependendo das condições do tempo. Para entrar em meio a floresta fechada, todos os acessos tiveram de ser abertos pela empresa, levando em conta que alguns trechos da obra foram construídas em áreas de difícil acesso. A Linha de Transmissão Tucuruí-Macapá-Manaus, teve de obedecer a alguns parâmetros específicos definidos pelo Ibama pois longos trechos  dessa linha de transmissão atravessam partes preservadas da selva amazônica.

#### Estrutura
As torres foram feitas de aço e pesam em torno de 2.400 toneladas cada. Para sustentar o peso dos cabos de transmissão, as duas estruturas tiveram de ser erguidas sobre uma base equivalente a dois campos de futebol, com 390 pilastras de concreto fincadas a 40 metros de profundidade em cada uma foram utilizadas cerca de 15 mil metros cúbicos de concreto 
Além da conexão eléctrica de Manaus e Macapá ao Sistema Interligado Nacional, a linha permitiu que ambas capitais disponha de uma rede de fibra óptica uma vez que vários estados região norte do Brasil também enfrentam problemas ligados na areá das telecomunicação.

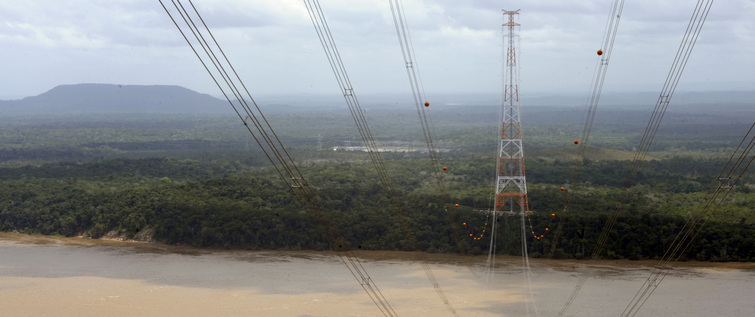
Torre 241 vista da torre 238

## Projeto
O projeto foi dividido em segmentos de três construção, operação e manutenção. A empresa espanhola Isolux Corsán ganhou as concessões para os lotes A e B, e um consórcio de Eletronorte, Abengoa e Chesf venceu as disputas para construção do lote C. Uma companhia foi formada para cada concessão. O lote A, com início em Tucuruí e fim em Jurupari operado por LXTE é de 527 quilômetros (327 milhas) de comprimento. O lote B operado por LMTE vai desde Oriximiná via Jurupari até Macapá e possui um total de 713 km (443 milhas) de comprimento. Por fim, o lote C teve início em Oriximiná e fim em Manaus, operado pelo MTE (Manaus Transmissora de Energia) e com um comprimento de 586 quilômetros, ou 364 milhas. O custo estimado foi de cerca de 3 bilhões de reais, financiado pelo Banco da Amazônia[3].

Ao contrário das demais conexões, Linha de Transmissão Tucuruí-Macapá-Manaus, teve de obedecer a alguns parâmetros específicos definidos pelo Ibama. Em vez de 12 metros de largura, a faixa de domínio para construção das torres foi estipulada em 7 metros. O objetivo era diminuir o desmatamento, que teve de ser feito de forma manual. Outra medida para reduzir os impactos ambientais foi a construção das torres acima das copas das árvores. Além das duas estruturas de quase 300 metros, as demais têm altura entre 43 e 135 metros